# Melly vs. Melvin
| Оценки критиков | Оценки критиков |
| Источник        | Оценка          |
| --------------- | --------------- |
| Pitchfork       | 4.8/10          |

Melly vs. Melvin — дебютный студийный альбом американского рэпера YNW Melly. Он был выпущен 22 ноября 2019 на лейблах 300 Entertainment и Atlantic Records. Первый сингл «223's» при участии 9lokkNine вышел 9 августа 2019. Ремикс песни «Suicidal» при участии Juice WRLD вышел 13 марта 2020, тем самым сделав его вторым синглом с альбома.

## История
В интервью Uproxx Мелли сказал, что альбом выйдет в апреле 2019 года. Во время телефонного звонка из тюрьмы в октябре 2019 года Мелли объявил, что скоро выпустит альбом.
18 ноября 2019 года Мелли в социальных сетях подтвердил дату выхода и обложку.
Название альбома является отсылкой на утверждение Мелли о его нескольких личностях, двух из которых зовут Мелли и Мелвин.
Обложка альбома показывает сопоставление двух лиц Мелли с изображением его нескольких личностей.

## Коммерческие показатели
Melly vs. Melvin дебютировал под номером 8 в чарте Billboard 200 с 43,000 единицами, эквивалентными альбому.

## Список композиций
| №                   | Название                                        | Автор(ы)                                                                           | Продюсер(ы)                      | Длительность |
| ------------------- | ----------------------------------------------- | ---------------------------------------------------------------------------------- | -------------------------------- | ------------ |
| 1.                  | «Two Face»                                      | Jamell Demons Darell Jackson David Cunningham Jamarii Massey                       | Chopsquad DJ Dun Deal MariiBeatz | 3:58         |
| 2.                  | «Suicidal»                                      | Demons Juan Guerrieri-Maril                                                        | Z3N                              | 3:42         |
| 3.                  | «Adam Sandler»                                  | Demons Justin Clemons Joshua Conerly Joshua Samuel                                 | YNG Josh Justin Clemons          | 2:41         |
| 4.                  | «Bang Bang»                                     | Demons C-ClipBeatz Cornell Haynes, Jr. Akon Thaim Ashanti Douglas Giorgio Tuinfort | C-ClipBeatz                      | 4:20         |
| 5.                  | «Billboard»                                     | Demons Samuel Connerly                                                             | YNG Josh Turn Me Up Josh         | 2:45         |
| 6.                  | «I Ain't Lying»                                 | Demons Samuel                                                                      | YNG Josh                         | 3:15         |
| 7.                  | «I'm a Star»                                    | Demons                                                                             | QST                              | 3:12         |
| 8.                  | «My Slime»                                      | Demons Eduardo Herendez Pitt tha Kid                                               | SMKEXCLSV Pitt tha Kid           | 2:26         |
| 9.                  | «100K»                                          | Demons Tariq Sharrieff Jordan Orvosh                                               | BL$$D JordanXL                   | 2:53         |
| 10.                 | «Nobody's Around»                               | Demons Shane Lindstrom Nils Nohden Nedo                                            | Murda Beatz Nils Nedo            | 2:58         |
| 11.                 | «Killuminati» (при участии Foreign Teck)        | Demons Michael Hernandez Wallis Lane                                               | Foreign Teck Wallis Lane         | 2:39         |
| 12.                 | «Stay Up»                                       | Demons                                                                             |                                  | 4:12         |
| 13.                 | «Waitin on You» (при участии Tonk wit tha Gift) | Demons Tonk wit tha Gift Yung Shad Steve Porcaro John Bettis                       | Yung Shad                        | 4:41         |
| 14.                 | «223's» (при участии 9lokkNine)                 | Demons Jacquavius Smith Rocco                                                      | Rocco                            |              |
| Общая длительность: | Общая длительность:                             | Общая длительность:                                                                | Общая длительность:              | 50:43        |

## Чарты
| Чарт (2019–2020)               | Высшая позиция |
| ------------------------------ | -------------- |
| Канада (Canadian Albums Chart) | 17             |
| Нидерланды (Album Top 100)     | 81             |
| Латвия (LAIPA)                 | 30             |
| Норвегия (VG-lista)            | 39             |
| США Billboard 200              | 8              |